# Ангелика (име)
Ангелика (нем, пољ. и мађ. Angelika) је немачко, пољско и мађарско женско име, које води порекло из латинског језика (лат. angelicus) и има значење „божји гласник“. Тумачење значења имена на немачком је „која је као анђео“. У Србији је ово име варијанта имена Ангелина.

## Сродна имена
- Ангела (мађ. Angéla)
- Ангелина (мађ. Angelina)
- Анђалка (мађ. Angyalka)
-

## Имендани
Имендани се славе у више земаља:
| Држава    | Датум(и)     |
| --------- | ------------ |
| Естонија  | 6. септембар |
| Мађарска  | 27. јануар   |
| Летонија  | 31. јул      |
| Словачка  | 11. март     |
| Шведска   | 7. децембар  |
| Француска | 21. јануар   |

У Пољској се слави чак три имендана: 4. и 27. јануара и 17. августа.

## Популарност
Ово име је популарно у неким земљама. На пример у Норвешкој је 2007. и 2008. било на 288, односно 469. месту, а у Шведској је од 1998. до 2000. било међу првих триста.